# Kang A-jeong
Kang A-jeong (강아정?; Pusan, 25 luglio 1989) è una cestista sudcoreana.

## Carriera
Con la Corea del Sud ha disputato tre edizioni dei Campionati asiatici (2011, 2015, 2017).